# ONE (後藤真希のアルバム)
『ONE』（ワン）は、後藤真希の1枚目のミニアルバム。（『SWEET BLACK』を含めると2枚目）

## 概要
- エイベックス移籍後初めてとなる本人名義での作品である。
- CDのみ、CD+DVDの2形態に加え、ドン.キホーテ限定版の計3形態でリリースされた。こちらはジャケット写真が異なり、純白な衣装を身に着けている通常版の後藤とは違い、全身ブラックの衣装で身を包んでいる。また、購入者特典でドン・キホーテ限定仕様のトレーディングカードも予約先着でプレゼントされた。尚、収録内容は一緒である。
- オリコンのトップ10入りは『後藤真希プレミアムベスト①』以来4年7か月ぶりである。

## 発売形態
- CD+DVD
  - 品番：AVCD-38120/B
- CD Only
  - 品番：AVCD-38121
- ドン.キホーテ限定版
  - 品番：AVC1-38146/B

## 収録内容

### CD
1. 宝石
リード曲。BeeTV ドラマ『電撃婚～perfume of love～』主題歌
2. EYES
日本テレビ系『フットンダ』7月度エンディングテーマ
3. わがまま
4. 言えないけど
5. 華詩 -hanauta-
亡き母への想いを綴ったバラード。

### DVD
1. 「宝石」MUSIC VIDEO
2. 「EYES」MUSIC VIDEO